# Ângulo (Paraná)
Ângulo est une municipalité brésilienne située dans l'État du Paraná.